# Obermörmter

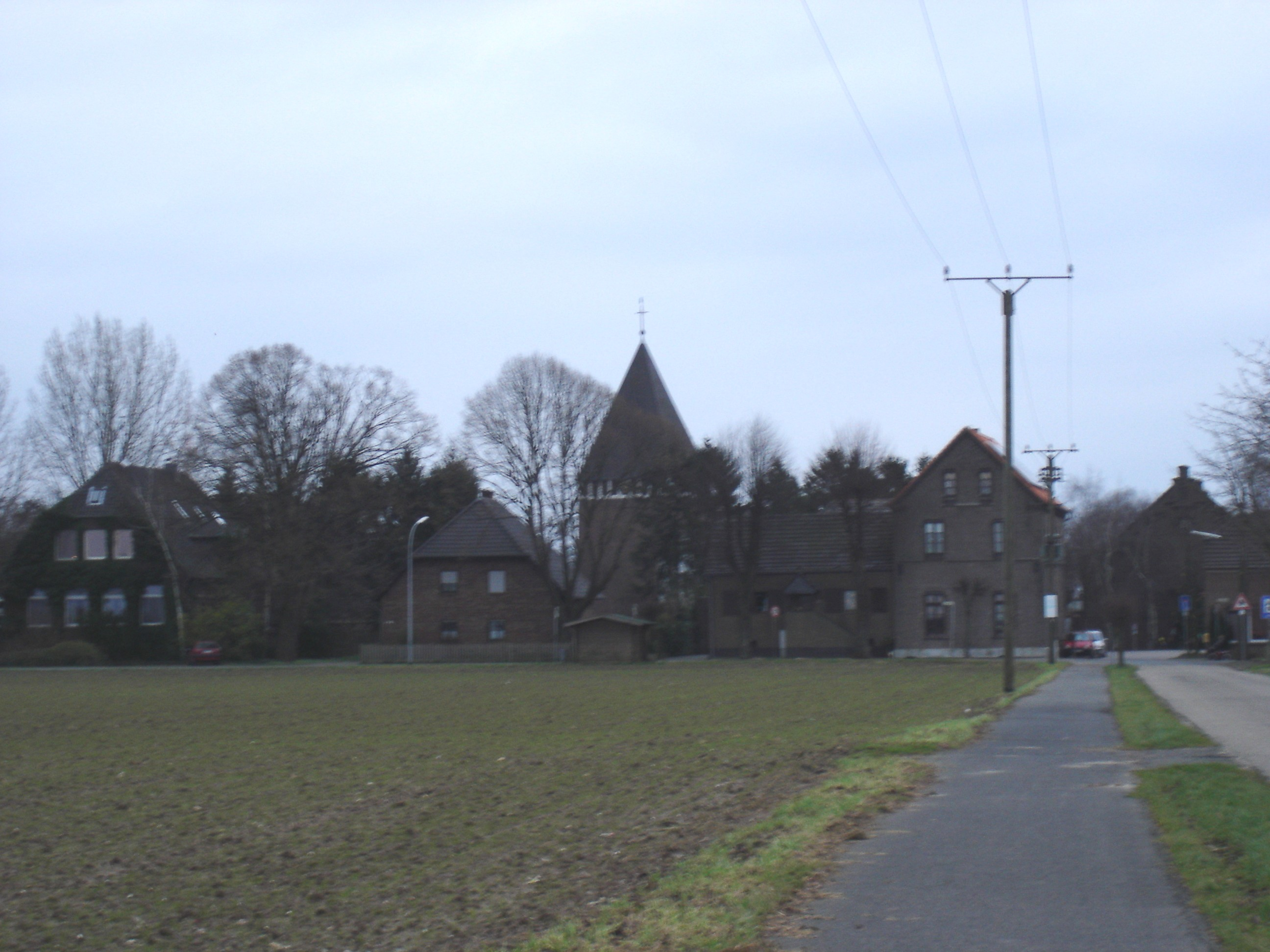
Obermörmter

Obermörmter ist der nördlichste Ortsteil der Stadt Xanten und bildet mit Vynen und dem weiteren Umland den Stadtbezirk Vynen/Obermörmter. Obermörmter grenzt unmittelbar an einen langgestreckten Rheinbogen, der weiter in Richtung Rees fließt. Der Ort liegt rund 9 km nordnordwestlich des Xantener Stadtzentrums in direkter Nähe des FFH-Gebiets Reeser Schanz. Das Dorf besteht aus der Marsch, dem Dorf, dem Kirchend, der Pfalz und dem Husen.

## Geschichte
Die Geschichte Obermörmters reicht bis in das Mittelalter zurück. Erstmals erwähnt wird das Dorf im Jahr 1118, als Graf Gerhard III. von Wassenberg seine Güter, die er in Munemunte besaß, dem Stift Wassenberg übertrug. Dienstleute (Ministerialen) des Grafen waren die Herren von Munemunt. Sie waren auf der Burg Rönne ansässig, die zu Beginn des 17. Jahrhunderts im Rhein versank. 1222 gelangte der Hof (curtis), den das Stift Wassenberg seit 1118 in Obermörmter besaß, an das Stift Xanten. An der Südseite der Pfarrkirche gelegen, behandigte das Viktor-Stift fortan die Herren von Rönne mit dem Hof, von dem sich Reste (Rüttermannshof) bis heute erhalten haben. Auf der Nordseite der Kirche lag der Hof der Grafen von Kleve, der heutige Scholtenhof, der zu Beginn des 14. Jahrhunderts im Güterverzeichnis Graf Dietrichs IX. von Kleve erwähnt wird. Im 13. Jahrhundert beanspruchten die Grafen von Kleve das Patronatsrecht über die Kirche und gerieten darüber mit dem Dekan des Viktorstifts in einen Streit, der 1236 beigelegt wurde.
Die gotische Pfarrkirche, über deren Vorgängerbau nichts bekannt ist, erhielt 1452 einen neuen Turm. 1725 brannte dieser zusammen mit Teilen des Kirchenschiffs infolge eines Blitzeinschlags ab.
1652 kaufte Kurfürst Friedrich Wilhelm von Brandenburg (der Große Kurfürst) die Herrschaft Rönne, die im späten Mittelalter auf dem Erbweg an die Familie Bronckhorst-Batenburg in Anholt gelangt war. Zum Schutz insbesondere der Stadt Rees vor Hochwasserschäden setzte der Große Kurfürst in der Folge ein großangelegtes Kanalbauprojekt in Gang, durch das ein Teil Obermörmters (heute Reeser Eiland) mit dem Wirtschaftshof der Burg Rönne (Steppenhof) vom Rest des Dorfes abgetrennt wurde. Seither liegt die Kirche nicht mehr in der Mitte des Dorfes, sondern unmittelbar am Ufer des Rheins.

## Zeitgeschichte
Als im Frühjahr 1945 die Front über den Niederrhein hinwegrollte, blieb auch Obermörmter von Kampfhandlungen nicht verschont. In der Nacht vom 2. auf den 3. März 1945 wurde die gotische St. Petrus-Kirche von Truppen der deutschen Wehrmacht gesprengt und völlig zerstört. Nur wenige Stücke des mittelalterlichen und frühneuzeitlichen Inventars konnten zuvor in Sicherheit gebracht oder später aus den Trümmern geborgen werden. Die Bevölkerung des Dorfes wurde von britischen Soldaten während der letzten Kriegswochen nach Bedburg (bei Kleve) evakuiert. Nach ihrer Rückkehr im April 1945 fand der Gottesdienst zunächst in einer Scheune (in der Marsch) statt; später im Pfarrhaus und ab 1948 in der zu einer Notkirche umgebauten und 1970 abgebrochenen alten Küsterei in der Südostecke des (heutigen) Friedhofs. Die neue Petruskirche mit ihren modernen wabenförmigen Fenstern wurde von dem Architekten Albert Kreuzheck aus Münster entworfen und am 11. November 1961 geweiht.
Ursprünglich gehörte Obermörmter zur Gemeinde Marienbaum. Erst mit der kommunalen Neugliederung im Jahr 1969 wurde das Dorf ein Ortsteil der Stadt Xanten. Letzter Bürgermeister Marienbaums war der aus Obermörmter stammende CDU-Politiker Wilhelm Maas.

## Politik
Bei der letzten Kommunalwahl (2020) erhielt der CDU-Kandidat 112 Stimmen (51,85 %) und zog mit einem Direktmandat in den Rat der Stadt Xanten ein. Auf die SPD entfielen 30 Stimmen (13,89 %), während die Freie Bürgerinitiative Xanten (FBI) 22 Stimmen (10,19 %), Bündnis 90/Die Grünen 18 Stimmen (8,33 %) und das Forum Xanten 23 Stimmen (10,65 %) erreichten. Die Freien Demokraten (FDP) kamen auf acht Stimmen (3,7 %) und die Bürgerbasis Xanten (BBX) auf drei Stimmen (1,39 %). Die Wahlbeteiligung lag bei 66,77 %.

## Wirtschaft
1928 zählte das Dorf fünf größere Höfe, deren landwirtschaftliche Nutzflächen zwischen 25 und 86 Hektar aufwiesen und die zwischen 1120 und 2900 Reichsmark Steuern zahlten (Husenhof, Rüttermannshof, Braemenhof, Steveshof und Scholtenhof).
Neben der Landwirtschaft war das Dorf geprägt von der Rheinschifffahrt und der Fischerei. Gefischt wurde auf dem Husen (Fischerhütte) mit dem Treibnetz und weiter stromaufwärts mit der Salmwippe. Darüber hinaus gab es einen Mühlenbetrieb, zwei Schmieden, zwei Schuster, einen Schreinerei- und einen Malerbetrieb. Hinzu kamen Bäcker, verschiedene Gemischt- bzw. Kolonialwarenläden und diverse Schankwirtschaften. Die letzten Geschäfte und Kneipen wurden in den 1990er Jahren aufgegeben. Heute wird der Ort geprägt durch sechs Campingplätze. Obermörmter zählt etwa 400 Einwohner; Milchwirtschaft, Schweinemast und Camping-Tourismus bilden die Haupterwerbsquellen.
Über die Grenzen des Dorfes und des Niederrheins hinaus hat sich Jürgen Köpp einen Namen gemacht. Sein 1991 eröffnetes „Landhaus Köpp“ führt seit 1992 ohne Unterbrechung einen Michelin-Stern.

## Sehenswürdigkeiten
Touristisch interessant ist der kleine Ort für Erholung-Suchende wegen seiner langen Rheinanbindung und der Rheinwiesen, die als Natur- und Landschaftsschutzgebiet ausgewiesen sind. Außerdem ist es Ausgangspunkt für Fahrradtouren in die umliegenden Orte: Kalkar, Schloss Moyland, Xanten und der Archäologische Park Xanten (APX) liegen nur wenige Kilometer entfernt.
In der Liste Xantener Baudenkmäler werden ein kleines Anwesen mit Hallenhaus an der Reeser Straße in Richtung Niedermörmter (Nr. 75), die Harderingsmühle (Nr. 81) und der Husenhof (Nr. 130) geführt (Liste der Baudenkmäler in Xanten).

## Vereine
- St. Petrus Schützenbruderschaft Obermörmter 1695
- Musikverein Obermermörmter
- Obermörmter Aktiv!
- Katholische Frauengemeinschaft (kfd)